# Ішталлош-Кьо
Ішталлош-Кьо (Ішталлошко; угор. Istállós-kő Istállós-kő) — гора в Угорщині на території медьє Гевеш . Маючи висоту 958 м над рівнем моря, це друга за висотою гора масиву Бюкк і шоста за висотою гора Угорщини. До 2014 року вона вважалася найвищою точкою хребта, але за даними останніх досліджень висота гори Сільваші-Кьо склала 960,715 м, що трохи вище .
Із населеного пункту Сілвашварад до гори і печери веде туристична стежка завдовжки кілька сотень метрів.

## Печера Ішталлош-Кьо

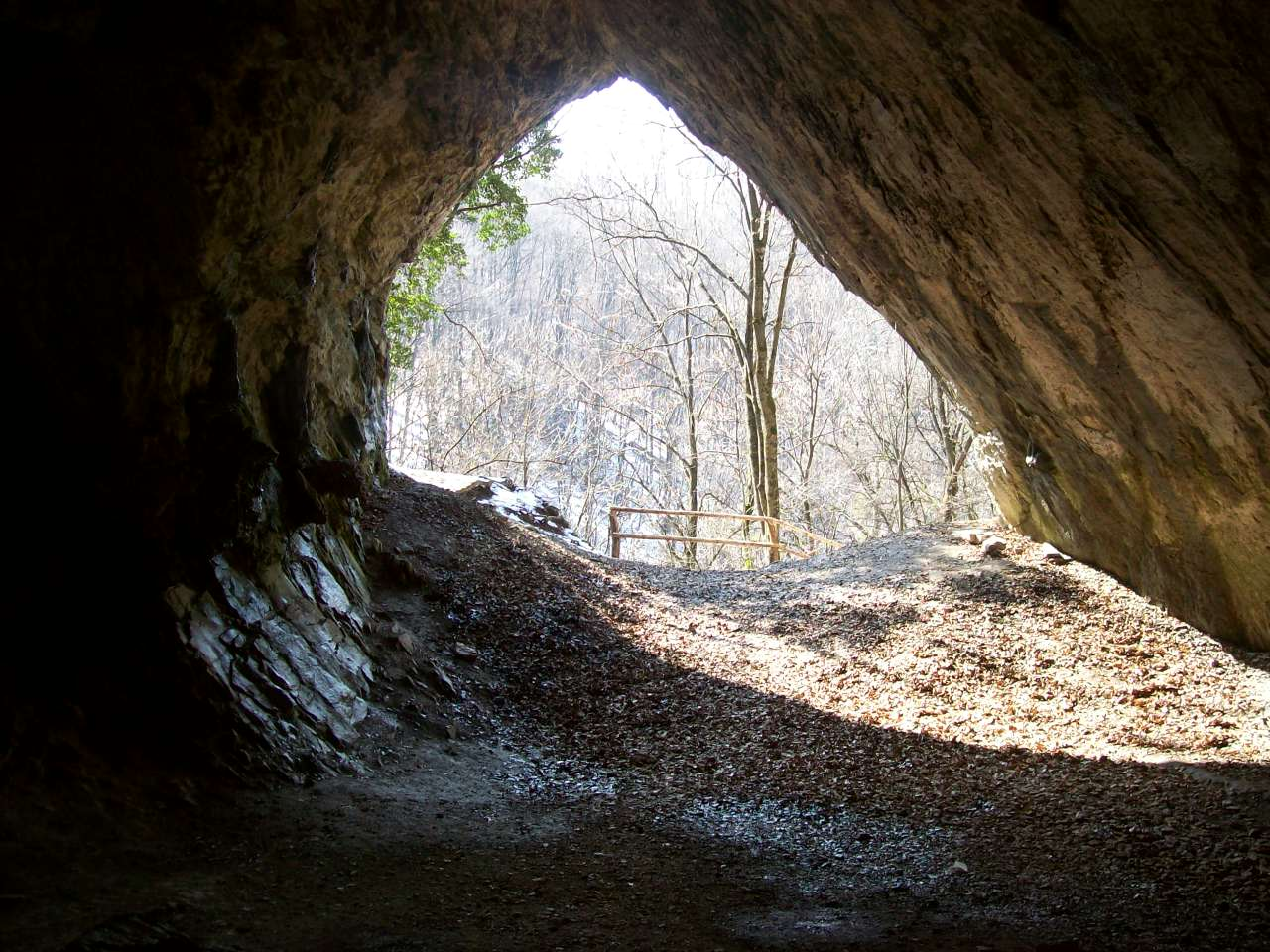
Печера Ішталлош-Кьо

За вивчення печери Ішталлош-Кьо вперше взявся Паль Рошко в 1911 році. Печера є значущою археологічною пам'яткою, там були виявлені знахідки віком 30 000-40 000 років, серед яких в тому числі кістки печерного ведмедя і бізона Bison latifrons, кам'яні та кістяні знаряддя праці, а також палеолітичний вогнище, яке тепер експонується в Угорському національному музеї .
У печері пізніше проводили розкопки Оттокар Кадик (1929) і Марія Моттль (1938). Добре підготовлені детальні розкопки проводилися в 1947 році, їх очолював Ласло Вертеш. На підставі археологічної стратифікації і останків тварин, дослідники печери визначили вік трьох культурних шарів і характеристики популяції людей, які там жили. Печера отримала статус такої, що охороняється, у 1944 році і такої, що особливо охороняється, у 1982 році.
Новітні розкопки почалися у 2000 році, їх очолив Арпад Рінгер. Значимість печери пов'язана з виявленням там останків 66 різних видів льодовикового періоду, що робить її фауну найбагатшою серед Оріньяцької фауни в Європі; три нових види ссавців і двадцять нових видів птахів були описані на основі мікрофауни печери.